# Любимый спорт мужчин?
Любимый спорт мужчин (англ. Man'S Favorite Sport?) — фильм режиссера и продюсера Говарда Хоукса, которая вышел в 1964 году. В главных ролях Рок Хадсон и Пола Прентисс. Был задуман как дань уважения собственной киноленте режиссера 1938 года «Воспитание крошки» с Кэтрин Хепберн и Кэри Грантом.

## Сюжет
Роджер Уиллоби — известный эксперт по рыбалке, который работает продавцом в «Abercrombie & Fitch», элитном поставщику спортивных и туристических товаров, особенно известного своими дорогими ружьями, удочками и палатками. Он очень успешен в своей работе и пользуется большим спросом у своих клиентов, которые ищут оборудование, которое могло бы помочь им выиграть следующий ежегодный турнир по рыбной ловле на озере Вакапуги. Эбигейл Пейдж — наглая специалистка по связям с общественностью. Пейдж решает обеспечить участие Уиллоуби в престижном рыболовном турнире, лишь для того, чтобы раскрыть, что Уиллоуби— это фальшивка — он никогда в своей жизни не ловил рыбу. Уильям Кадваладер, босс Уиллоуби, тоже просит его принять участие в турнире.
Уиллоуби отказывается участвовать. Во время разговора с Эбигейл и Изольдой Мюллер он рассказывает им правду о том, что он никогда в своей жизни не рыбачил, не выносит прикосновения и вкуса рыбы, не умеет плавать и управлять лодкой. Свой успех он объяснил тем, что он выслушивает своих клиентов, большинство из которых очень разговорчивы, и просто передает совет, который дает ему один клиент, другим своим клиентам. Эбигейл и Изольда, которые сами отлично умеют ловить рыбу, обещают научить Уиллоуби рыбаничть до начала турнира. Но уроки Абигейл не очень успешны, а один даже заканчивается тем, что он чуть не тонет, когда выпадает из лодки. Во время другого урока Изольда сообщает им, что в турнире будет участвовать известный чемпион по рыбной ловле Джо Киллрой. Герои начинают придумывать как Уиллоуби может отказаться от участия турнире, и приходят к выводу, что сломанная рука была бы хорошим предлогом. Эбигейл и Изольда накладывают импровизированный гипс на руку Уиллоуби и тут же узнают, что Киллрой действительно попал в аварию и у него наложен гипс. К ужасу Уиллоуби, Эбигейл неумело срезает его гипс пилой.
Ночью Эбигейл приходит в домик Уиллоуби, чтобы попросить снотворное. Приняв снотворное Эбигейл засыпает в его постели, а Уиллоуби уходит, чтобы поговорить с некоторыми из своих клиентов, которые также прибыли на турнир и хотят получить от него несколько советов. Когда он возвращается Эбигейл все еще спит в его кровати и он решает спать на полу. На следующее утро, в поисках Эбигейл, приходит Изольда и когда она пытается помочь Уиллоуби расстегнуть молнию его спального мешка, появляется его невеста Текс. Сначала ее забавляет это зрелище, но когда Эбигейл выходит из его спальни, она убегает прочь.
Когда начинается трехдневный турнир, Уиллоуби все еще некомпетентен, но по счастливой случайности ловит крупную рыбу, которая делает выводит его в лидеры турнира. Ночью он целуют Эбигейл в ее домике. Хотя поцелуй явно впечатляет ее, она ведет себя так, как будто разочарованна, зля и сбивая его с толку.
На третий день Уиллоуби снова по чистой случайности ловит еще одну крупную рыбу и в итоге выигрывает турнир. В тот вечер Эбигейл приходит в его сторожку в слезах. Она извиняется за то, что доставила ему столько неприятностей, а также умоляет его отказаться от приза и рассказать своему боссу, директору турнира, его клиентам и конкурентам о том, что он не умеет ловить рыбу. После того, как она уходит, он признает, что все равно собирался сознаться. Он собирает всех и во всем сознается. Кадваладер увольняет его, но всех впечатляет его честность.
Затем Уиллоби идет искать Эбигейл, которая отправилась на берег озера, чтобы побыть одна. Он находит ее, но они ссорятся, пока шторм не заставляет их спрятатсь вместе в ее палатке, где они засыпают, все еще злясь друг на друга. Начинается шторм и их палатку выбрасывает в озеро. Тем временем люди убеждают Кадваладера в том, что он должен повторно нанять Уиллоуби, так как когда выяснится, что даже совершенно некомпетентный рыбак может выиграть такой турнир с оборудованием Кадваладера, люди захотят купить это оборудование. Кадваладер на лодке отправляется на озеро искать Уиллоуби и вовремя находит его и Эбигейл.

## В ролях
- Рок Хадсон — Роджер Уиллоуби
- Пола Прентисс — Эбигейл Пейдж
- Мария Перши — Изольда «Изи» Мюллер
- Шарлин Холт — Текс
- Джон МакГивер — Кадваладер
- Роско Карнс — Фиппс
- Джеймс Вестерфилд — полицейский
- Норман Олден — Джон Кричащий Орел
- Форрест Льюис — Скэггс
- Реджис Туми — Бэгли
- Тайлер Маквей — покупатель Буш
- Кэти Браун — Марсия

## Создание
Это была первая из трех сделок заключенных Хоуксом с Paramount Pictures. В марте 1962 года Хоукс сообщил, что над сценарием работал Джон Фентон Мюррей. Идея рассказа была основана на журнальной статье, об эксперте по рыбной ловле, который никогда не рыбачил. В июле Хоукс заявил, что в фильме будет сниматься Кэри Грант, а другими фильмами будут «Бенгальский тигр» и «Юконская тропа». Однако, по словам Хоукса, позже Грант отказался от роли, потому что чувствовал, что слишком стар, чтобы появляться в кадре с молодыми женщинами. К ноябрю роли получили Рок Хадсон и Паула Прентисс. Вторая главная героиня, Мария Перши, была приглашена Хоуксом.

## Критика
На сайте-агрегаторе рецензий Rotten Tomatoes у фильма 64 % положительных отзывов на основе 14 рецензий. Рейтинг сайта IMDb составил 7,2 звезды.
Реакция критиков была несколько прохладной, особенно по сравнению с более ранними работами Хоукса. Хотя Молли Хаскелл из The Village Voice написала блестящий обзор картины, семь лет спустя она призналась, что в 1964 году она была безразлична к фильму, а при повторном просмотре фильма в 1971 году она была «одновременно восхищена и глубоко тронута изяществом и настоящим юмором, с которыми была рассказана история».
Хадсон получил сочувственные отзывы за трудное положение, в котором он оказался заменив Кэри Гранта. Робин Вуд отмечает: «Было жестоко заставлять Хадсона повторить сцену в ночном клубе из „Воспитание крошки“, которую Кэри Грант исполнил с таким размахом». Дональд Уиллис высоко оценил актерскую игру Прентисс, заявив, что «мисс Прентисс оказывается на месте Кэтрин Хепберн. Ее басовый голос комично внушителен. Она злобнее и очаровательнее, чем мисс Хепберн в „Воспитание крошки“. Она просто ужасно ведет себя с Хадсоном, и ее возмутительность почти делает фильм наполовину хорошей комедией». В своей книге Робин Вуд написал: «Паула Прентисс, как всегда, очень хороша, но иногда возникает ощущение, что Хоукс импортирует ее характеристику вместо того, чтобы работать с ней».